# Falling Away from Me

Falling Away from Me est une chanson du groupe de métal KoRn, écrite par Jonathan Davis (le chanteur). Cette chanson appartient à l'album Issues et fut très populaire. On peut retrouver cette chanson dans un épisode de South Park (KoRn et le mystère mystérieux des pirates fantômes), dans lequel les membres du groupe interprètent leur propre rôle, dans une parodie de Scooby-Doo.

## Classements hebdomadaires
| Classement (1999-2000)                    | Meilleure position |
| ----------------------------------------- | ------------------ |
| Allemagne (GfK Entertainment)             | 86                 |
| États-Unis (Alternative Songs)            | 7                  |
| États-Unis (Mainstream Rock Tracks chart) | 7                  |
| Pays-Bas (Single Top 100)                 | 77                 |
| Royaume-Uni (UK Singles Chart)            | 24                 |
| Royaume-Uni (UK Rock Chart)               | 1                  |